# Ceraphron pedalis
Ceraphron pedalis är en stekelart som beskrevs av William Harris Ashmead 1893. Ceraphron pedalis ingår i släktet Ceraphron och familjen pysslingsteklar. Inga underarter finns listade i Catalogue of Life.